# شاين كامبل
شاين كامبل (بالإنجليزية: Shane Campbell)‏ (24 يونيو 1994 بلانكستر في الولايات المتحدة - ) هو لاعب كرة قدم أمريكي في مركز الدفاع. لعب مع ريدينغ يونايتد إيسي ونادي بان.

## وصلات خارجية
- شاين كامبل على موقع قاعدة بيانات كرة القدم.إي يو (الإنجليزية)